# 翁霍
翁霍（Ung Huot，1945年1月1日—），柬埔寨華裔政治人物、奉辛比克党党员。

## 生平
他于1993年-1994年期间担任柬埔寨教育部部长，1994年10月24日改任外交部长。1997年8月6日接替诺罗敦·拉那烈亲王担任柬埔寨王国第一首相，与第二首相洪森同时在任。1998年11月30日，被解除第一首相兼外交部长职务。